# 莫洛迪日內 (頓涅茨克州)
莫洛迪日內（烏克蘭語：Молодіжне）是烏克蘭東部的鄉村居民点，法理上由頓涅茨克州卡利米烏斯凱區的多庫恰耶夫斯克市鎮負責管轄。海拔高度212米，面積為0.7平方公里，2017年的人口為131人。
由於俄烏戰爭的影響，該鄉自2014年實際上由頓涅茨克人民共和國控制，這截至2022年12月底還沒改變。
在俄方（或親俄武裝）控制该地的時候，他們建立了過濾營來控制當地平民的來往，也據報道在營裡扣押了從亞速鋼鐵廠的烏軍。
2022年7月29日，該營發生爆炸，導致超過50名士兵喪命，而起因至今仍未能被確定。但許多人權組織都一致地指責俄方，稱他們在烏軍的戰俘進行屠殺，侵犯了戰爭罪。